# Raddon de Fresse
Pour les articles homonymes, voir Raddon (homonymie) et Fresse.
Le Raddon est un cours d'eau de la Haute-Saône, en région Bourgogne-Franche-Comté, et un sous-affluent du Rhône par l'Ognon et la Saône.
Un autre ruisseau portant le nom de Raddon coule, à environ 15 km vers l'ouest à vol d'oiseau, dans la vallée de Saint-Bresson.

## Géographie
Le Raddon naît à Fresse, au lieu-dit : le Rang de Rey à 818 mètres d'altitude.
Sur ses premiers kilomètres, il dévale rapidement les pentes du massif, il atteint le fond de vallée au hameau des Larmets (alt. 520 m). Il traverse ensuite les hameaux du Bas et des Fougères avant d'atteindre le centre du village de Fresse (alt. 480 mètres). Il rejoint enfin les hameaux le Volvet, le Magny puis le Raddon. avant de se jeter dans l'Ognon, à Belonchamp, à l'altitude 336 mètres.
Sa longueur totale est de 10,6 km Son bassin versant est d'environ 27 km2.

## Affluents
1. Le Raddon est formé, en amont de Fresse, par la réunion de deux principaux ruisseaux :
- Ruisseau de la Chevestraye (L = 3 km ; source à 818 mètres d'altitude)
- Ruisseau du Sapoz (L = 2,5 km ; source à 850 mètres d'altitude)

Ces deux ruisseaux sont rejoints par :
- Le Ruisseau de Montvilliers,
- Le Ruisseau de Larmet,
- Le Ruisseau des Rondey.

2. Au niveau du village de Fresse, le Raddon est rejoint par :
- Le Ruisseau des Viaux (qui naît dans la Forêt d'Arobert de plusieurs rus, dont la Goutte d'Arobert).

3. Au Volvet :
- Le Ruisseau de la Crotte le rejoint

4. Au Magny :
- Le Ruisseau de la Saussie est le dernier affluent significatif.

## Hydrologie
Le Raddon ne dispose pas de station hydrométrique permanente.
Le débit spécifique (Qsp) de l'Ognon atteint 43.1 litres par seconde et par kilomètre carré de bassin (à la station de Fourguenons de Servance, soit 7,6 km en amont de la confluence des deux cours d'eau).
Son débit moyen annuel (ou module), au niveau de sa confluence avec l'Ognon, s'établirait aux alentours de 1,16 m3/s.

## Population halieutique
Le Raddon, rivière de première catégorie, abrite des truites fario de petite taille ainsi que des écrevisses dites "de ruisseau" ou encore "à pattes rouges". Ces deux espèces s'abritent sous les nombreux rochers et racines qui tapissent le fond et les berges de la rivière. Quelques écrevisses à pattes blanches, plus rares et dont la pêche est très réglementée, sont également visibles, ainsi que des chabots de torrent.

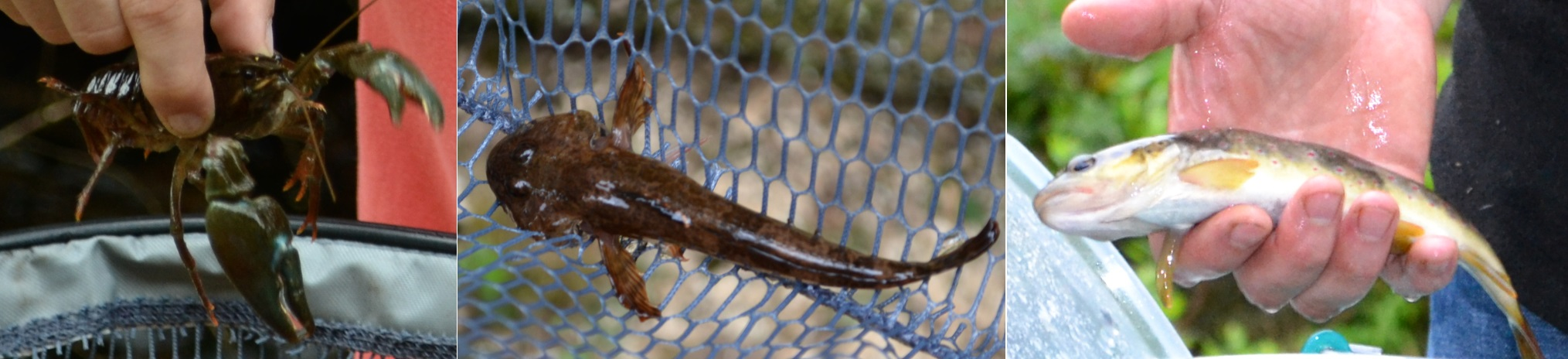
Spécimens pêchés en juillet 2013 dans le Raddon, au lieu-dit le Bas : écrevisse, chabot commun et truite fario.